# Evaristo Baschenis
Evaristo Baschenis (7 de dezembro de 1617 - 16 de março de 1677) foi um pintor barroco italiano do século XVII, ativo principalmente em torno de sua cidade natal, Bérgamo.
Ele nasceu em uma família de artistas. Ele é mais conhecido por naturezas mortas, mais comumente de instrumentos musicais. Isso poderia explicar sua amizade com uma família de notáveis fabricantes de violinos de Cremona. A representação de naturezas mortas era incomum como temática entre os pintores italianos antes do século XVII. Baschenis, juntamente com o mais excêntrico pintor milanês Giuseppe Arcimboldo do século XVI, representa produções provincianas com tendências idiossincráticas que parecem apelar ao discernimento de formas e formatos, em vez de temas grandiosos de eventos religiosos ou mitológicos. O imitador mais fiel de seu estilo é um bergenês contemporâneo mais jovem, Bartolomeo Bettera. Baschenis é contemporâneo do retratista bergenês Carlo Ceresa e parece ter influenciado o artista modenês Cristoforo Munari.

## Galeria

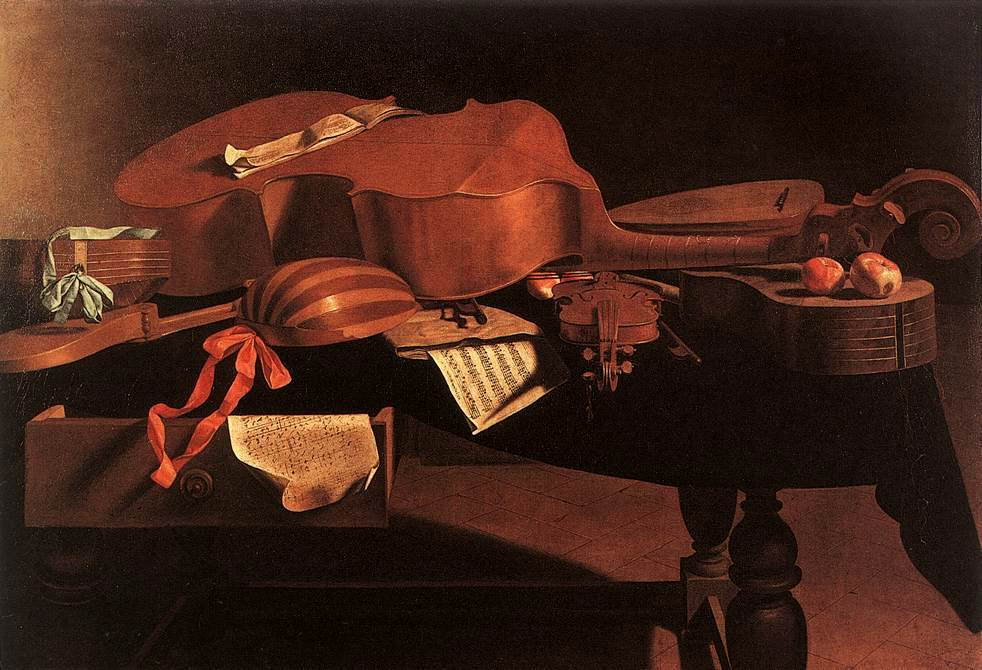
Instrumentos Musiacais sobre a Mesa, Museus Reais de Belas-Artes da Bélgica
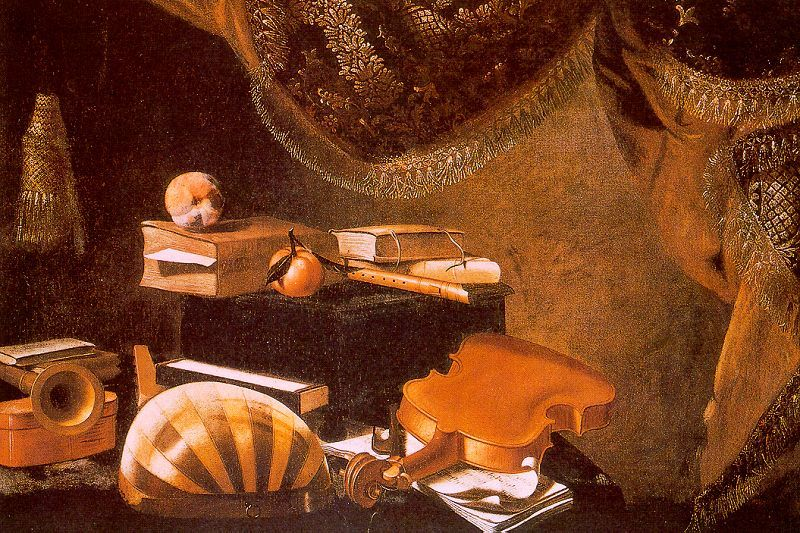
Natureza Morta com Instrumentos Musicais Pinacoteca di Brera, Milão
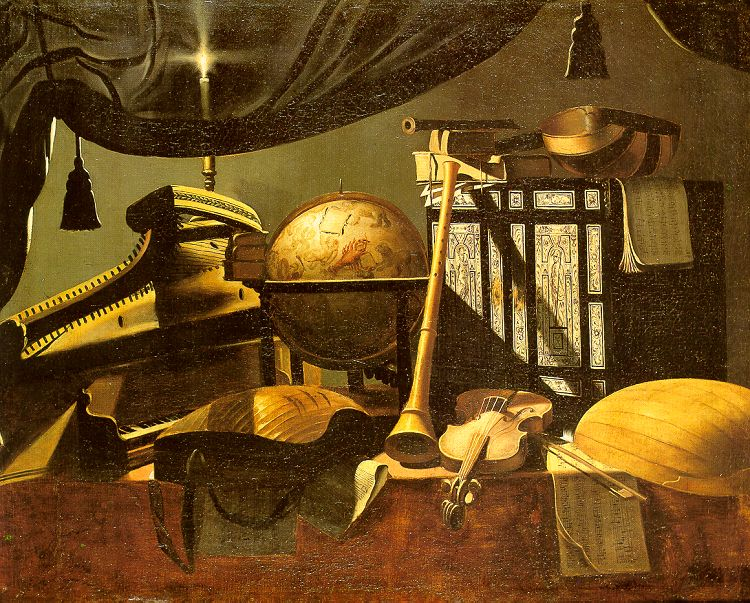
Studio de Instrumentos Musicais, Museu Wallraf-Richartz, Colônia.
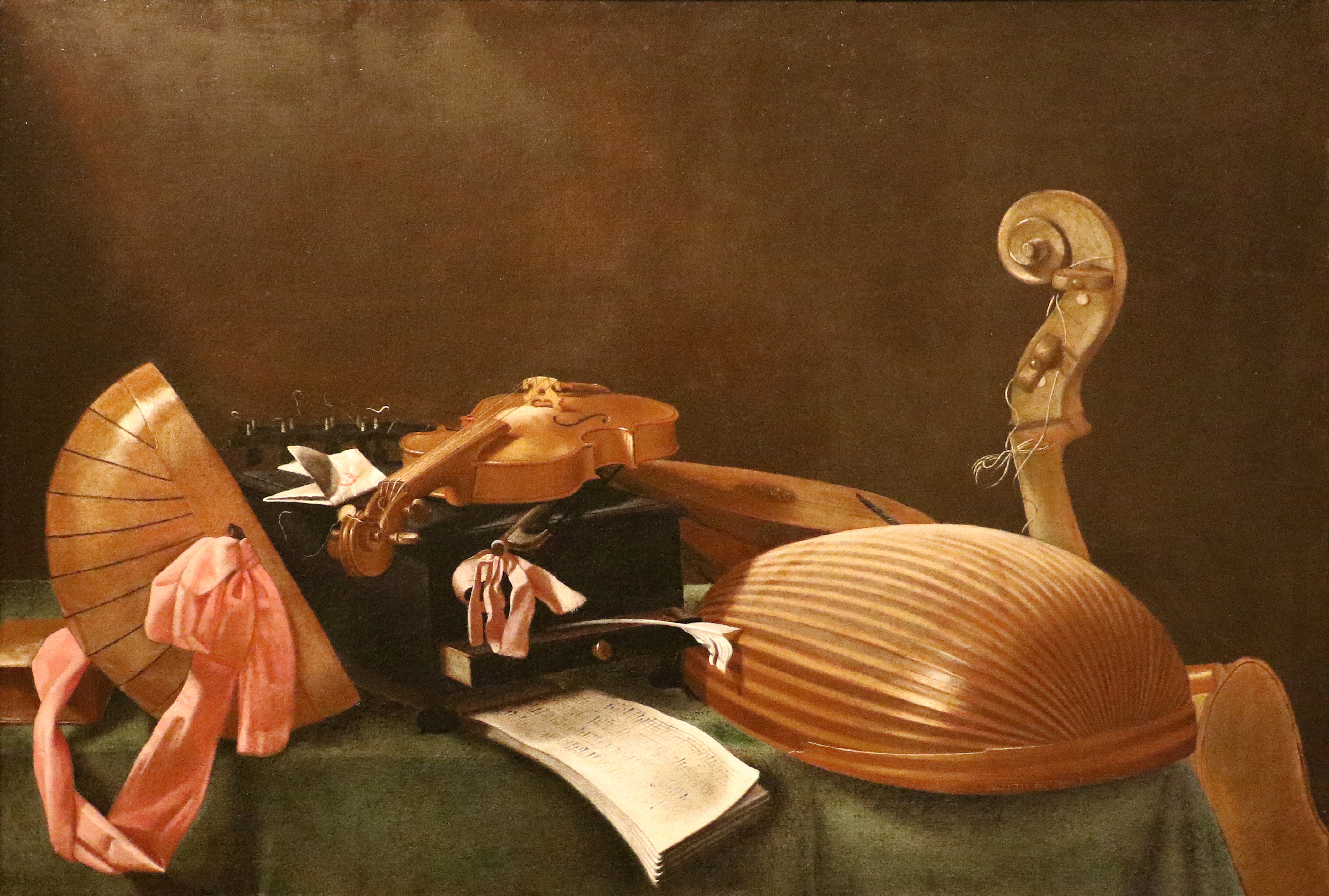
Natureza Morta com Instrumentos Musicais (c. 1670) oil on canvas, Accademia Carrara, Bergamo
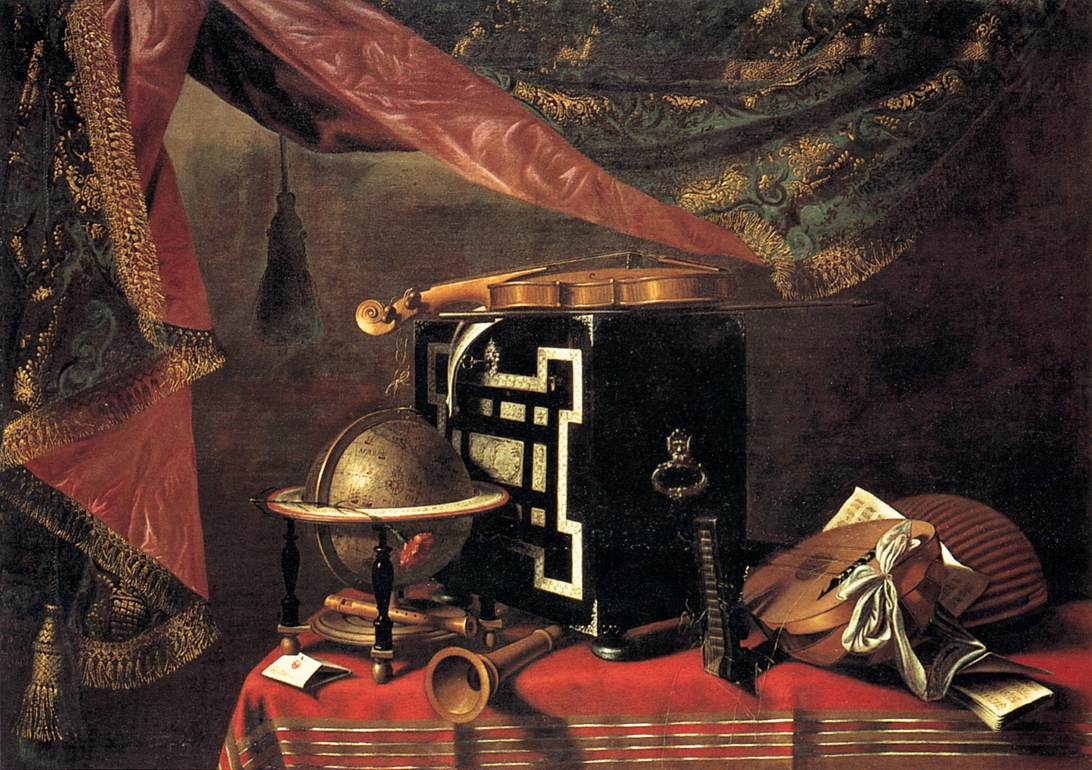
SNatureza Morta com Instrumentos, Gallerie dell'Accademia
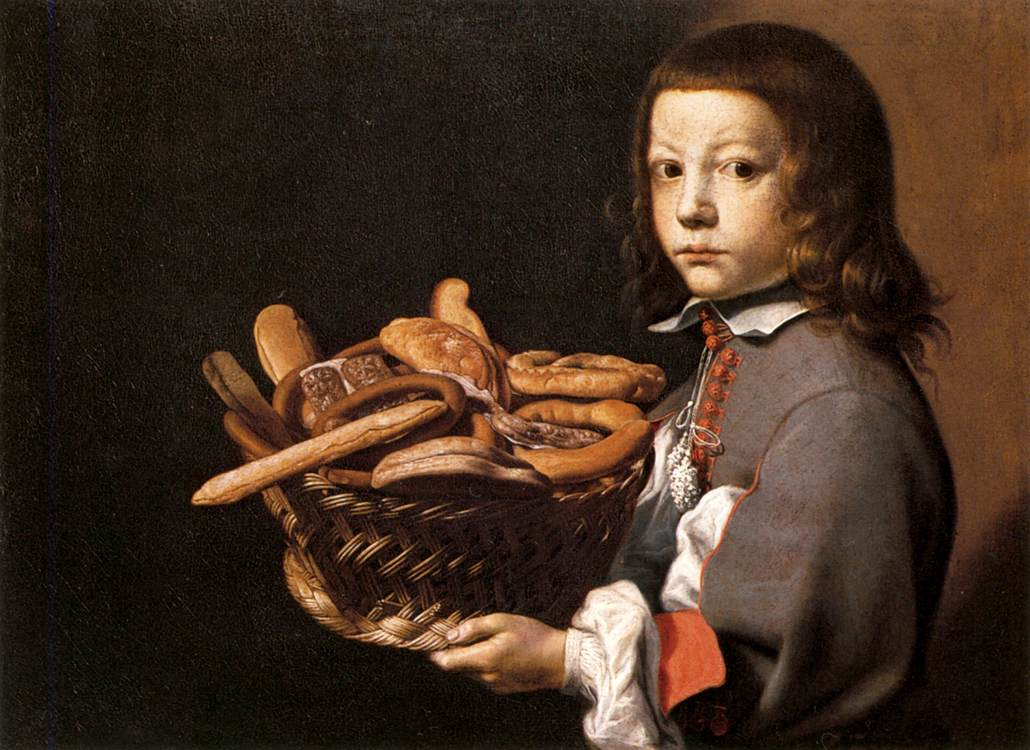
Menino com Cesta de Pães (c. 1655–1665)